# Scelio inermis
Scelio inermis är en stekelart som först beskrevs av Zetterstedt 1840. Enligt Catalogue of Life ingår Scelio inermis i släktet Scelio och familjen Scelionidae, men enligt Dyntaxa är tillhörigheten istället släktet Scelio och familjen gallmyggesteklar. Arten är reproducerande i Sverige. Inga underarter finns listade i Catalogue of Life.